# 格雷戈里鎮區 (明尼蘇達州馬諾門縣)
格雷戈里鎮區（英語：Gregory Township）是位於美國明尼蘇達州馬諾門縣的一個行政鎮區。

## 地方資料
格雷戈里鎮區的面積為93.71平方千米，當中陸地面積為91.06平方千米，而水域面積為2.65平方千米。根據2020年美國人口普查的數據，當地共有人口75人，而人口密度為每平方千米0.8人。